# Куликов Іван Семенович
Іван Семенович Куликов (біл. Іван Сямёнавіч Кулікоў; нар. 10 квітня 1949, Хотимськ) — білоруський учений у галузі енергетики та енергетичного машинобудування. Доктор фізико-математичних наук (1995), кандидат технічних наук 1981), професор (2000).

## Біографія
Закінчив Хотимську середню школу № 1 (1966), механіко-математичний факультет Казанського університету (1972). У 1972—1974 рр. працював інженером у казахському відділенні Центрального НДІ проектування сталевих конструкцій у м. Алма-Ата, інженером-конструктором Мінського заводу опалювального обладнання. 3 1974 р. в Інституті проблем енергетики Національної академії наук Республіки Білорусь (до 1991 Інститут ядерної енергетики АН БРСР), аспірант (1974—1977), старший інженер, молодший, потім старший науковий співробітник, з 1988 р. — завідувач лабораторією міцності елементів АЕС. Одночасно заступник директора Інституту з наукової работи (1995—1998), директор РУП «Белінвестенергозбереження» (1998—2002). Член Експертної ради з енергетики Вищого атестаційного комітету (ВАК) РБ. Один з учасників підготовки та реалізації спільного зі Світовим банком інвестиційного проекту «Модернізація інфраструктури в соціальній сфері Республіки Білорусь».
Основні наукові роботи присвячені питанням міцності і надійності елементів активних зон атомних реакторів і теплообмінного обладнання теплових і атомних електростанцій, а також ресурсозберігаючим технологіям.